# Saar
Die Saar (französisch Sarreⓘ, lateinisch Saravus, luxemburgisch Saar) ist ein etwa nordwärts fließender Fluss im Elsass und in Lothringen sowie in den Bundesländern Saarland und Rheinland-Pfalz. Mit 235 Kilometern Fließstrecke ist sie der längste Zufluss der Mosel; ihr Einzugsgebiet umfasst 7431 Quadratkilometer und damit ca. die dreifache Fläche des Saarlands von 2569,69 km².
Das aus den Quellflüssen Rote und Weiße Saar entstehende Gewässer durchfließt zunächst über rund 121 km die französische Region Grand Est. Zwischen Saargemünd und Saarbrücken-Güdingen bildet die Saar dann auf rund 11 km einen Teil der deutsch-französischen Grenze; daraufhin fließt sie über 68 km durch das nach ihr benannte Saarland bis Saarhölzbach sowie 31 km durch Rheinland-Pfalz bis Konz, wo sie dort von rechts in den Rhein-Nebenfluss Mosel mündet.
In Generalrichtung fließt die Saar Richtung Nordnordwest und entwässert über die dann sich nach Nordost schlängelnde Mosel und den wieder nach Nordnordwesten verlaufenden Rhein in die Nordsee.

## Name
Die erste schriftliche Erwähnung der Saar als Saravus findet sich im Gedicht Mosella des römischen Dichters und Staatsbeamten Decimus Magnus Ausonius (310–393 n. Chr.). Der Flussname ist vorkeltischen Ursprungs und enthält als „fließendes Gewässer“ die indogermanische Wurzel ser bzw. sar mit der Bedeutung fließen, strömen.

## Geographie

### Quellflüsse
Die Quellflüsse der Saar sind die Rote (la Sarre rouge) und die Weiße Saar (la Sarre blanche); sie entspringen am Donon (französisch) bzw. der Hohen Donne (deutsch) in den Vogesen, weniger als 1 km Luftlinie voneinander entfernt.
Die Saarquellflüsse, deren Täler überwiegend in Gesteine des Buntsandsteins eingesenkt, einsam und waldreich sind, vereinigen sich nach 26,8 km (Rote Saar) und 26,6 km (Weiße Saar) Fließstrecke beim südlich von Sarrebourg gelegenen Hermelange auf etwa 262 m Höhe.
| Name       | Länge in km | EZG in km² | MQ in m³/s | Quell- höhe |
| ---------- | ----------- | ---------- | ---------- | ----------- |
| Rote Saar  | 26,8 []     | 107,3      | 0,935      | 785 m       |
| Weiße Saar | 26,6        | 80,4       | 0,880      | 710 m       |

#### Rote Saar

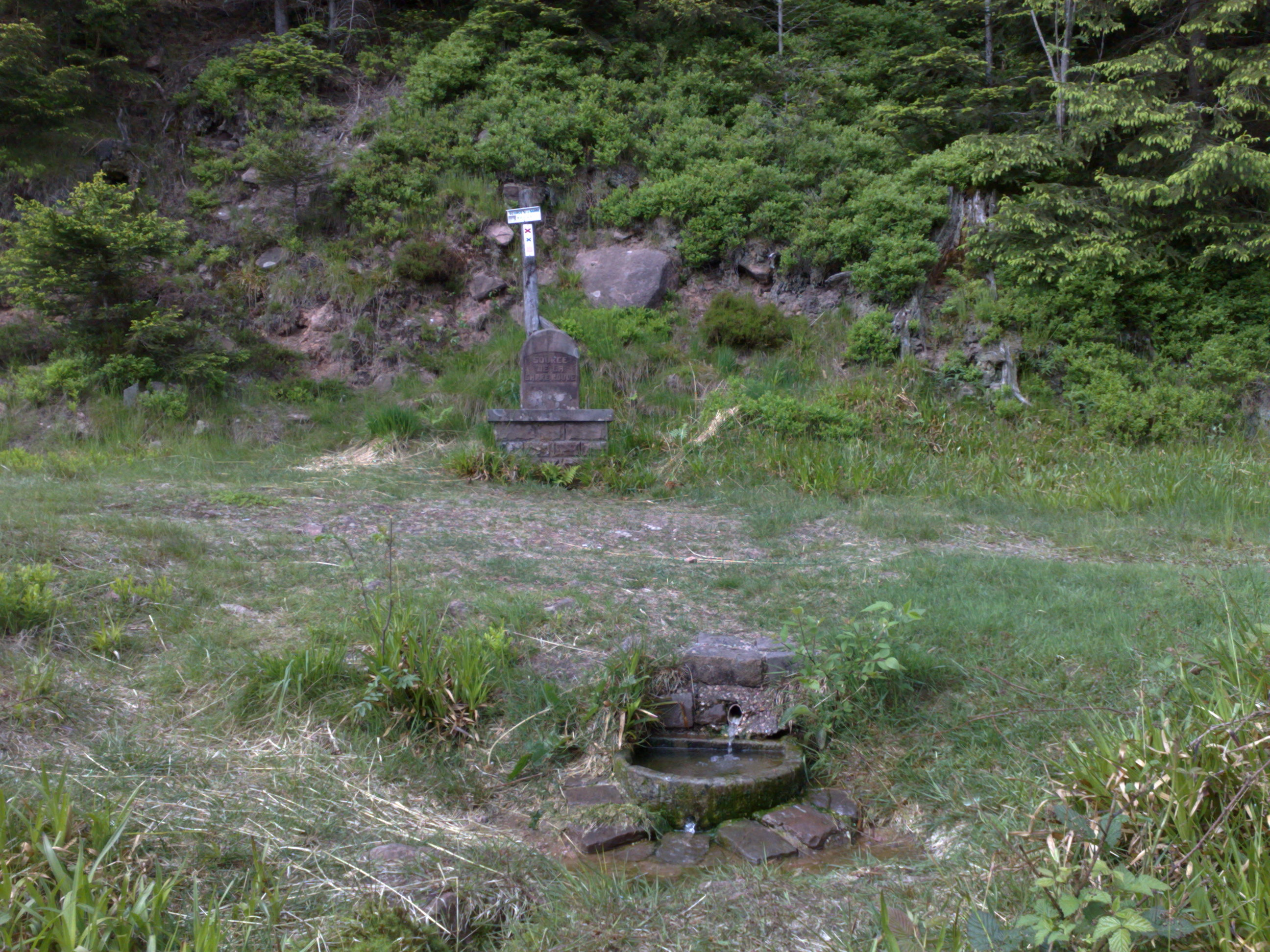
Quelle der Roten Saar

Die Rote Saar ist der  26,8 Kilometer lange rechte und südöstliche Quellfluss der Saar.
Die gefasste Quelle der Roten Saar liegt an der Straße D44 in der Nähe eines ehemaligen deutschen Soldatenfriedhofs auf etwa 785 m Höhe.

#### Weiße Saar

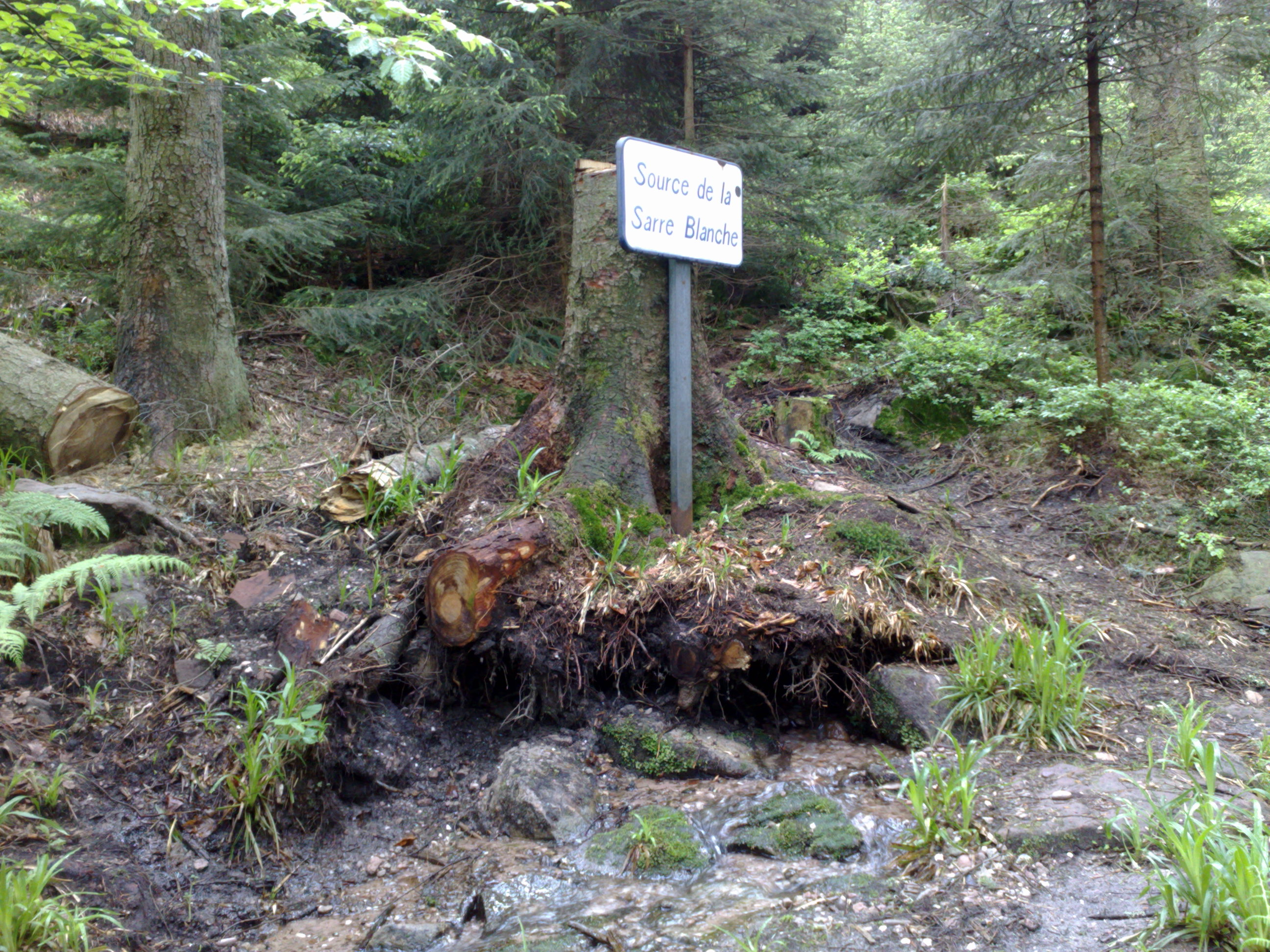
Quelle der Weißen Saar

Die Weiße Saar ist der 26,6 Kilometer lange linke und südliche Quellfluss der Saar.
Die ungefasste Quelle der Weißen Saar befindet sich nahe der Straße D993 von Cirey nach Grandfontaine auf etwa 710 m Höhe – nur ein Hinweisschild verweist auf den schwer zugänglichen Ort.

### Weiterer Verlauf

#### Obere Saar

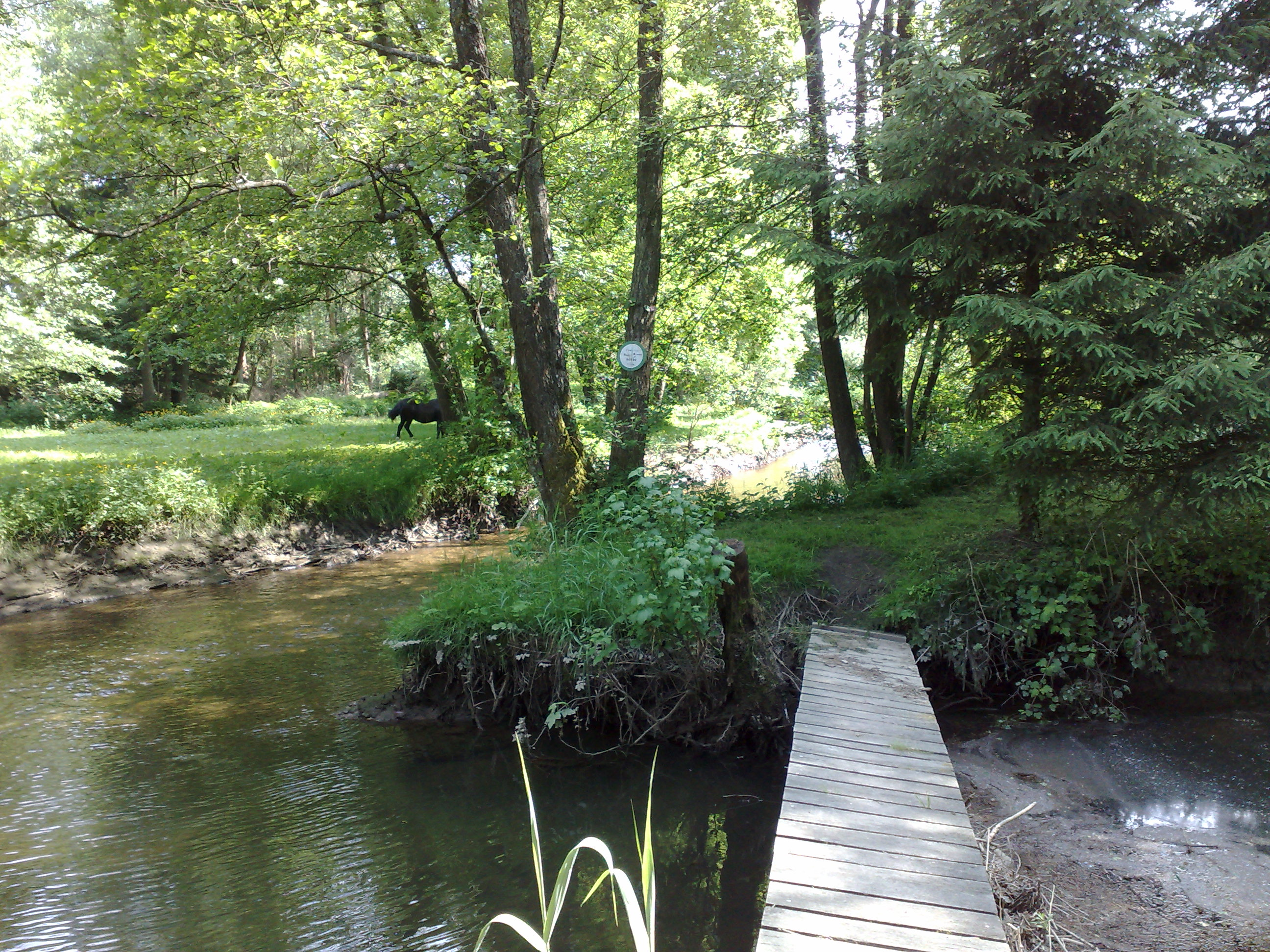
Zusammenfluss von Roter Saar (hinten) und Weißer Saar (unter der Brücke)

Von ihrem Ursprung am Zusammenfluss beider Quellflüsse durchquert die Saar auf rund 121 km Fließstrecke die französische Region Grand Est. Sie verläuft zunächst im Département Moselle, auf einer kurzen Strecke wird auch das Département Bas-Rhin durchflossen. In Frankreich durchfließt die Saar ein eher ländliches und im Bereich des Saarlandes ein teilweise von der Montanindustrie geprägtes Gebiet. Von Saaralben (frz. Sarralbe) bis Saargemünd (frz. Sarreguemines) verläuft die Saar in Sichtweite parallel zum Saarkanal. Bei Saargemünd, an der Grenze zu Deutschland, fließt die Blies als größter Nebenfluss in die Saar, der ihre Wasserführung (hier 19,0 m³/s) um 20,7 m³/s vermehrt und damit mehr als verdoppelt.
| Fluss | EZG in km² | MQ in m³/s |
| ----- | ---------- | ---------- |
| Saar  | 1784,7     | 19,0       |
| Blies | 1879,2     | 20,7       |

Die Blies ist also der hydrologische Hauptstrang.

#### Mittlere Saar

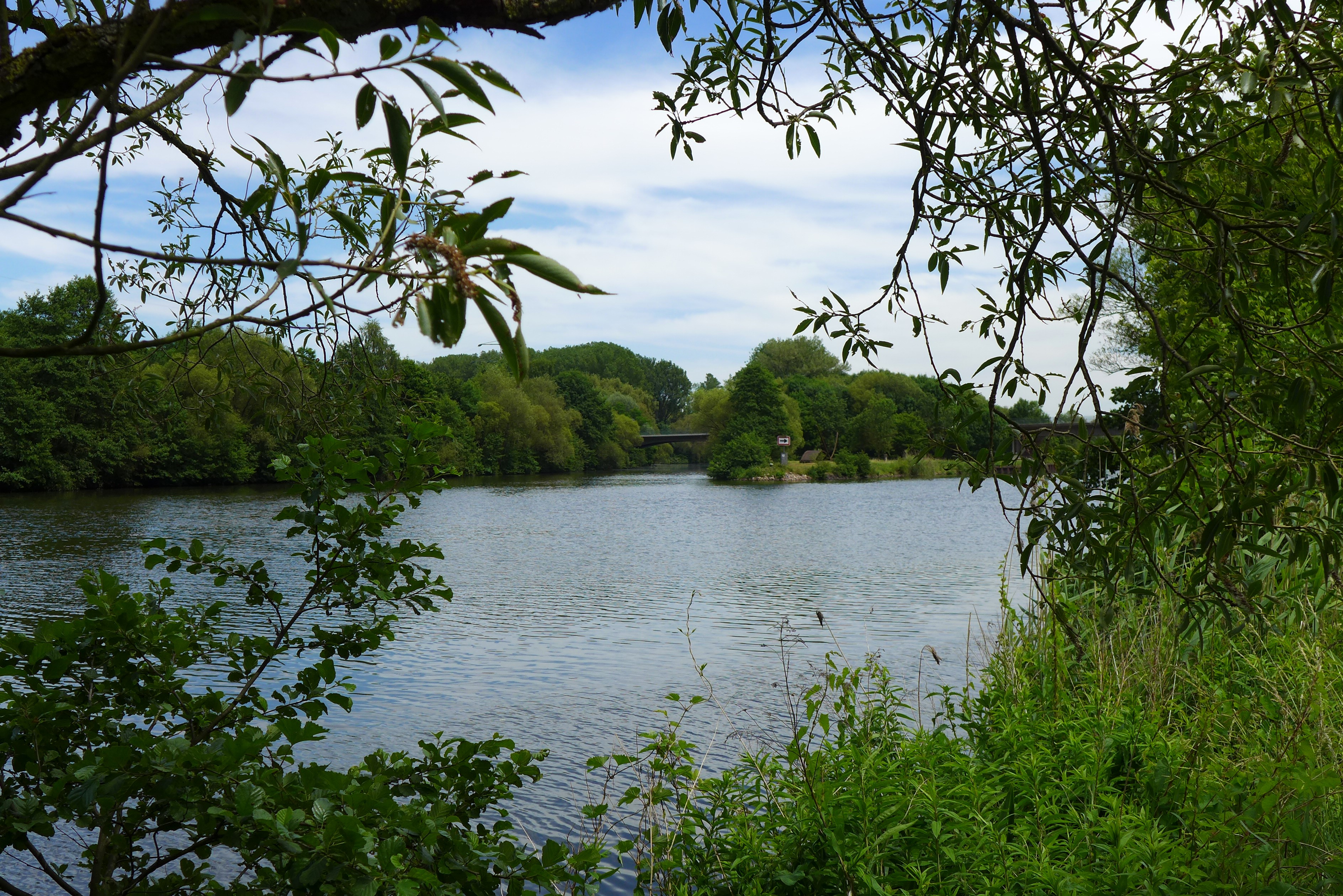
Mündung der Prims (links) in die Saar (rechts) bei Dillingen/Saar

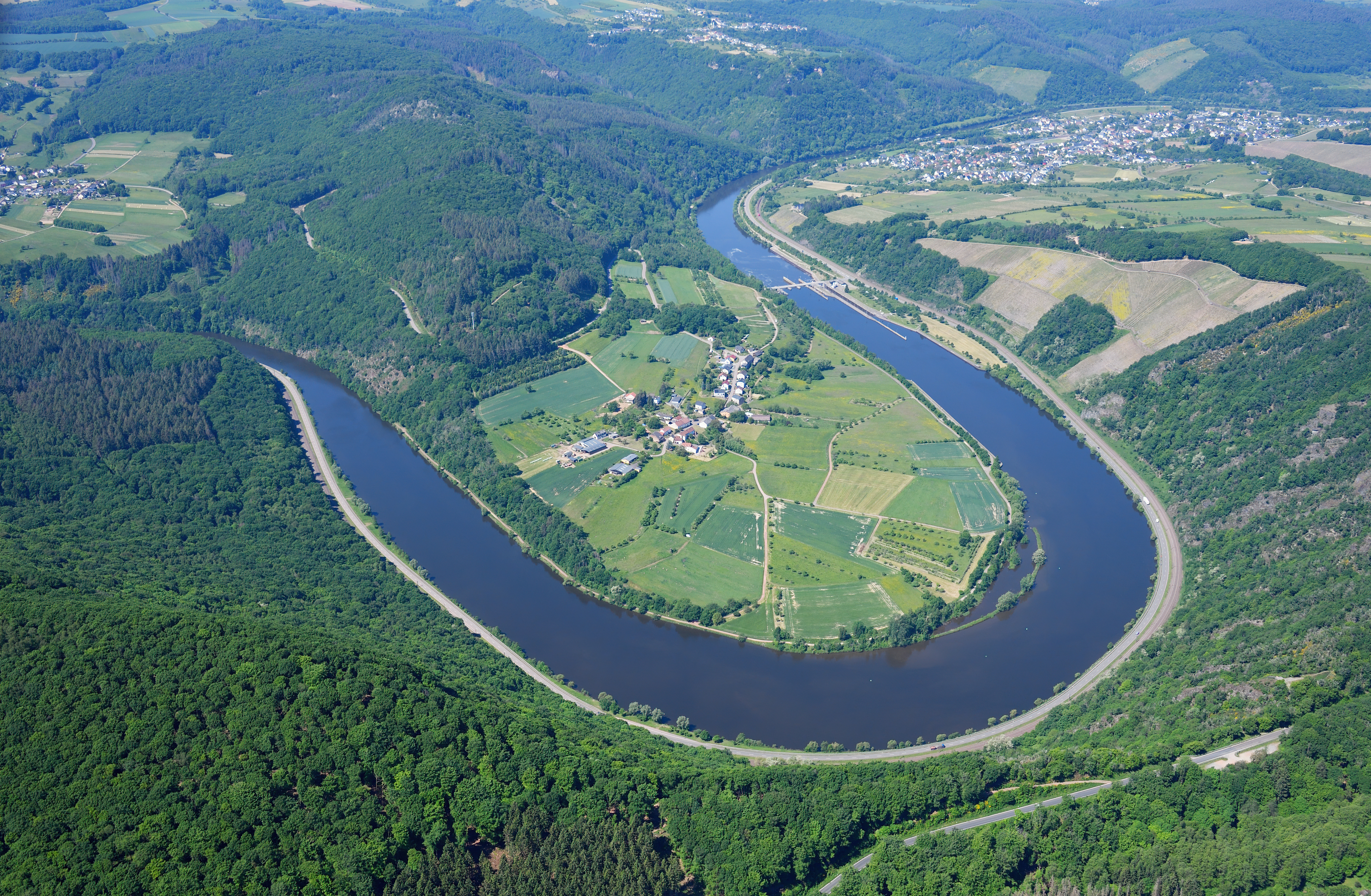
Die „kleine Saarschleife“ bei Hamm (mittig; Ortsteil von Taben-Rodt)

Der Saarbogen in Wiltingen bildet die dritte Schleife der Saar

Ab Saargemünd ist die Saar schiffbar. Bis Saarbrücken-Güdingen bildet sie auf einer Strecke von rund 11 km Länge die deutsch-französische Grenze; die Fließstrecke der Saar in Deutschland ist 114 km lang. Im anschließenden großstädtischen Verdichtungsraum des Saarlandes sind die Ufer der Saar fast ununterbrochen von Siedlungs- und Industriegebieten geprägt. Der Austritt der Saar nördlich von Saargemünd geschieht in einem Engtal. Nach dem Durchbruch der Voltziensandsteinstufe bei Saarbrücken kommt es zu einer Talweitung. Allerdings verengt sich das Saartal dann mit dem Eintritt des Flusses in den Saarkohlensattel wieder mit nahezu geradlinigem Verlauf und enger Talaue. Besonders flussabwärts von Völklingen treten engtalartige Abschnitte gehäuft auf. Mit dem Eintritt der Saar in den Buntsandstein verbreitert sich das Tal wieder zu einer breitgelagerten Aue und sehr breiten Terrassen. Bei der Einmündung der Prims bei Dillingen weitet sich die Terrasse sehr flächig auf. Zwischen Beckingen und Merzig ist das Saartal im Merziger Graben kastenförmig ausgebildet. Das Tal wird hier durch die Muschelkalkstufen begrenzt. Breite Terrassen zeigen sich erneut im nördlichen Buntsandstein des Merziger Grabens. Das Saartal verengt sich beim Eintritt des Flusses in den Taunusquarzit des Hunsrücks wieder stark. Hier kommt es zu ausgeprägten Talmäandern.

#### Untere Saar
In starkem Gegensatz dazu steht das Engtal der Saar durch das westliche Rheinische Schiefergebirge ab Merzig. An seinem Beginn bildet sie die bekannte Saarschleife bei Mettlach und kurz darauf die „kleine Saarschleife“ bei Hamm, einem Ortsteil von Taben-Rodt. Zwischen Saarburg und Konz ist das Saartal durch zahlreiche ehemalige Flussschleifen gekennzeichnet, die die wellige Hochfläche zergliedern und viele Umlaufberge hinterlassen haben. Am Wiltinger Saarbogen durchdringen sich sogar die einstigen Talverläufe von Mosel und Saar, ohne dort je gleichzeitig aufeinandergetroffen zu sein. Die Mosel floss einst bei Wiltingen gegen die heutige Fließrichtung der Saar, jedoch rund 85 Meter höher, südostwärts durch das Konzer Tälchen des Konzer Bachs. Dessen Ortschaften sind heute aber der Saar als Weinbauregion zugeordnet.

#### Mündung
Schließlich mündet die Saar nach westlichem Passieren der Innenstadt von Konz und nach Unterqueren der Landesstraße 138, der Obermoselstrecke und der Bundesstraße 51 auf 130,3 m ü. NHN in den dort von Westnordwesten heranfließenden und nach Nordosten abknickenden Rhein-Nebenfluss Mosel.

### Einzugsgebiet
Das Einzugsgebiet der Saar ist 7.431 Quadratkilometer groß, davon liegen 3.826 km² in Frankreich und 3.605 km² in Deutschland.

### Zuflüsse der Saar
| Die zehn längsten Zuflüsse der Saar                               | Die zehn längsten Zuflüsse der Saar | Die zehn längsten Zuflüsse der Saar | Die zehn längsten Zuflüsse der Saar | Die zehn längsten Zuflüsse der Saar |
| ----------------------------------------------------------------- | ----------------------------------- | ----------------------------------- | ----------------------------------- | ----------------------------------- |
| Quelle                                                            |                                     |                                     |                                     |                                     |
| Rote Saar                                                         | Rote Saar                           |                                     | 26,8 km                             | 26,8 km                             |
| Weiße Saar                                                        | Weiße Saar                          |                                     | 26,6 km                             | 26,6 km                             |
| Isch                                                              | Isch                                |                                     | 27,0 km                             | 27,0 km                             |
| Albe                                                              | Albe                                |                                     | 33,3 km                             | 33,3 km                             |
| Eichel                                                            | Eichel                              |                                     | 32,4 km                             | 32,4 km                             |
| Blies                                                             | Blies                               |                                     | 99,5 km                             | 99,5 km                             |
| Rossel                                                            | Rossel                              |                                     | 38,0 km                             | 38,0 km                             |
| Bist                                                              | Bist                                |                                     | 28,1 km                             | 28,1 km                             |
| Prims                                                             | Prims                               |                                     | 64,8 km                             | 64,8 km                             |
| Nied                                                              | Nied                                |                                     | 114,0 km                            | 114,0 km                            |
| Mündung – dunkelblau: linke Zuflüsse, hellblau: rechte Zuflüsse – |                                     |                                     |                                     |                                     |

| Die zehn einzugsgebietsreichsten Zuflüsse der Saar                | Die zehn einzugsgebietsreichsten Zuflüsse der Saar | Die zehn einzugsgebietsreichsten Zuflüsse der Saar | Die zehn einzugsgebietsreichsten Zuflüsse der Saar | Die zehn einzugsgebietsreichsten Zuflüsse der Saar |
| ----------------------------------------------------------------- | -------------------------------------------------- | -------------------------------------------------- | -------------------------------------------------- | -------------------------------------------------- |
| Quelle                                                            |                                                    |                                                    |                                                    |                                                    |
| Rote Saar                                                         | Rote Saar                                          |                                                    | 107,3 km²                                          | 107,3 km²                                          |
| Gondrexange                                                       | Gondrexange                                        |                                                    | 101,0 km²                                          | 101,0 km²                                          |
| Isch                                                              | Isch                                               |                                                    | 153,9 km²                                          | 153,9 km²                                          |
| Albe                                                              | Albe                                               |                                                    | 409,8 km²                                          | 409,8 km²                                          |
| Eichel                                                            | Eichel                                             |                                                    | 288,5 km²                                          | 288,5 km²                                          |
| Blies                                                             | Blies                                              |                                                    | 1889,0 km²                                         | 1889,0 km²                                         |
| Rossel                                                            | Rossel                                             |                                                    | 203,0 km²                                          | 203,0 km²                                          |
| Bist                                                              | Bist                                               |                                                    | 175,3 km²                                          | 175,3 km²                                          |
| Prims                                                             | Prims                                              |                                                    | 737,0 km²                                          | 737,0 km²                                          |
| Nied                                                              | Nied                                               |                                                    | 1340,4 km²                                         | 1340,4 km²                                         |
| Mündung – dunkelblau: linke Zuflüsse, hellblau: rechte Zuflüsse – |                                                    |                                                    |                                                    |                                                    |

| Die zehn abflussreichsten Zuflüsse der Saar                       | Die zehn abflussreichsten Zuflüsse der Saar | Die zehn abflussreichsten Zuflüsse der Saar | Die zehn abflussreichsten Zuflüsse der Saar | Die zehn abflussreichsten Zuflüsse der Saar |
| ----------------------------------------------------------------- | ------------------------------------------- | ------------------------------------------- | ------------------------------------------- | ------------------------------------------- |
| Quelle                                                            |                                             |                                             |                                             |                                             |
| Rote Saar                                                         | Rote Saar                                   |                                             | 1,9 m³/s                                    | 1,9 m³/s                                    |
| Weiße Saar                                                        | Weiße Saar                                  |                                             | 1,6 m³/s                                    | 1,6 m³/s                                    |
| Bièvre                                                            | Bièvre                                      |                                             | 1,3 m³/s                                    | 1,3 m³/s                                    |
| Isch                                                              | Isch                                        |                                             | 1,8 m³/s                                    | 1,8 m³/s                                    |
| Albe                                                              | Albe                                        |                                             | 3,7 m³/s                                    | 3,7 m³/s                                    |
| Eichel                                                            | Eichel                                      |                                             | 3,1 m³/s                                    | 3,1 m³/s                                    |
| Blies                                                             | Blies                                       |                                             | 20,7 m³/s                                   | 20,7 m³/s                                   |
| Rossel                                                            | Rossel                                      |                                             | 2,4 m³/s                                    | 2,4 m³/s                                    |
| Prims                                                             | Prims                                       |                                             | 10,5 m³/s                                   | 10,5 m³/s                                   |
| Nied                                                              | Nied                                        |                                             | 12,8 m³/s                                   | 12,8 m³/s                                   |
| Mündung – dunkelblau: linke Zuflüsse, hellblau: rechte Zuflüsse – |                                             |                                             |                                             |                                             |

### Ortschaften
In Frankreich (Region Grand Est): Nitting (NS-Zeit: Nittingen, Rote Saar), Lorquin (Lörchingen, Weiße Saar), Hermelange (Hermelingen, Zusammenfluss), Imling (Imlingen), Sarrebourg (Saarburg), Sarraltroff (Saaraltdorf), Gosselming (Gosselmingen), Berthelming (Bartolfingen), Romelfing (Rommelfingen), Fénétrange (Finstingen), Niederstinzel, Diedendorf, Bischtroff-sur-Sarre (Pisdorf), Zollingen, Sarrewerden (Saarwerden), Sarre-Union, Harskirchen, Keskastel, Sarralbe (Saaralben), Herbitzheim, Zetting (Settingen), Sarreinsming (Saareinsmingen), Rémelfing (Remelfingen), Sarreguemines (Saargemünd) und Grosbliederstroff (Großblittersdorf).
In Deutschland (Saarland und Rheinland-Pfalz): Kleinblittersdorf (Kleinbliederstroff/Bliederstroff-le-Petit), Saarbrücken (Sarrebruck), Völklingen (Vœlklange), Wadgassen (Vadegasse), Bous (NS-Zeit: Büsingen an der Saar), Saarlouis (Sarrelouis, NS-Zeit: Saarlautern), Dillingen/Saar (Diedelange-sur-Sarre), Rehlingen-Siersburg (Rehling-Siersbourg), Beckingen (Becking), Merzig (Mercy), Mettlach, Saarburg (Sarrebourg-sur-Moselle), Wiltingen und Konz.

## Pegel und Hochwasser
Pegel an der Saar befinden sich bei Schoden, Serrig, Mettlach, Fremersdorf, Rehlingen, Lisdorf, Westspange, Sankt Arnual und Hanweiler.
Größere Hochwasserereignisse waren das Hochwasser 1784, das Saarhochwasser 1947/48 oder das Weihnachtshochwasser 1993.
Bei dem Hochwasser in Südwestdeutschland 2024 erreichte der Pegel der Saar in Fremersdorf am 18. Mai 2024 mit 7,65 Metern den höchsten Wert seit Beginn der Aufzeichnungen.

## Sehenswürdigkeiten

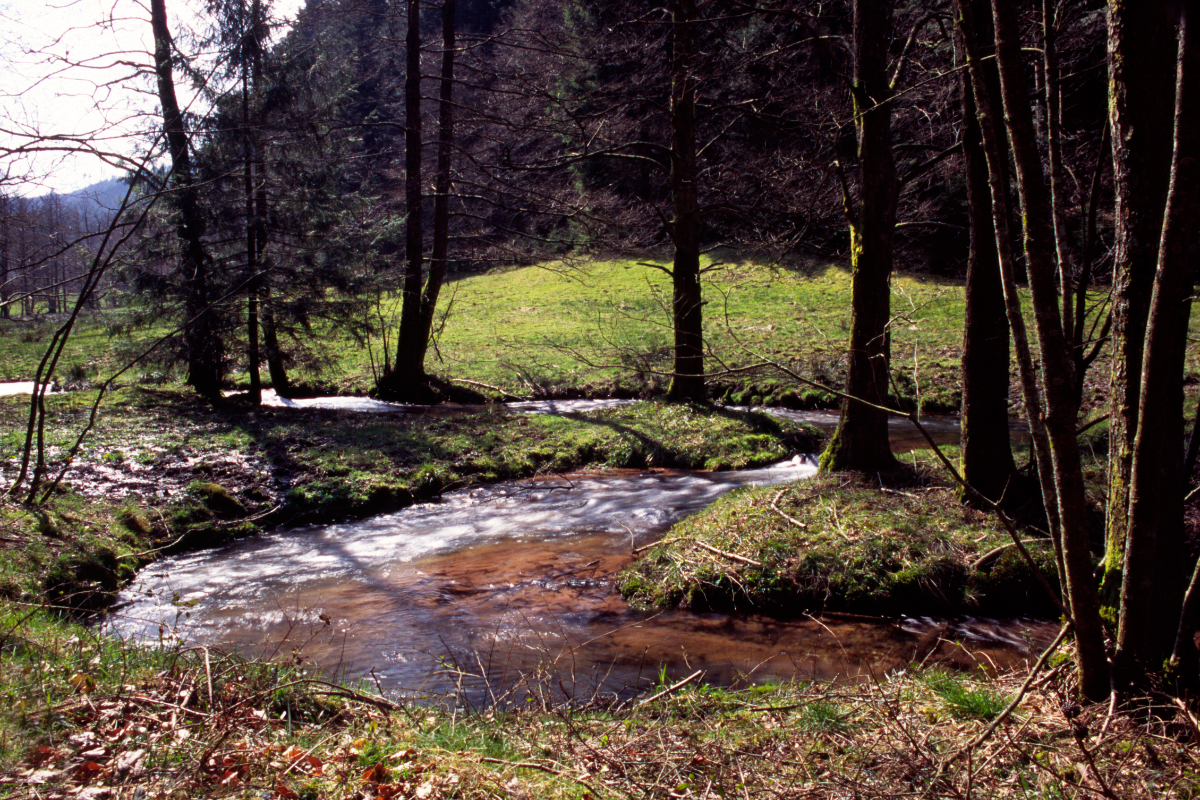
Die junge Saar am Fuße des Donon (Vogesen)

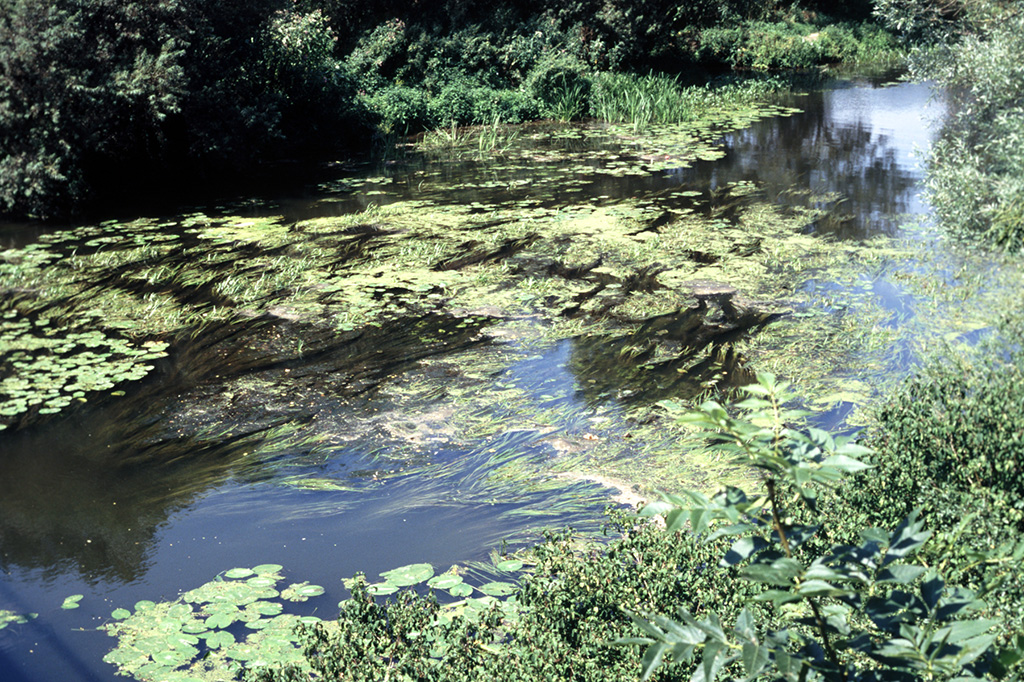
Die Saar bei Wolfskirchen

Zwischen Dreisbach und Mettlach liegt bei Orscholz die weithin bekannte Saarschleife.
Fast unmittelbar am Saarufer befindet sich das UNESCO-Weltkulturerbe Völklinger Hütte.
In Saarbrücken gibt es in Ufernähe unter anderem den einzigen in seiner Bauart typisch postmodernen Park Deutschlands, den Bürgerpark Saarbrücken, den 2011 bis 2014 neugestalteten Uferbereich an der Berliner Promenade, das aus der NS-Zeit stammende Saarländische Staatstheater, das Saarbrücker Schloss mit Schlossgarten sowie Schlosskirche und Schlossmauer,  die traditionsreiche Alte Brücke, die Saaruferwiesen mit dem Erholungsgebiet Staden und dem Ostspangenpark. Außerdem gibt es zwei von Spaziergängern gerne genutzte Saar-Halbinseln.
Entlang der deutsch-französischen Grenze bei Kleinblittersdorf (D) und Großblittersdorf (F) verbindet die Freundschaftsbrücke beide Gemeinden. Der auf deutscher Seite liegende Bahnhof Kleinblittersdorf, bedient durch die Saarbahn nach Saargemünd bzw. Lebach, wird durch diese für beide Gemeinden gut zugänglich und stark genutzt. Des Weiteren beginnt hier der Abschnitt 1 des Saarkanals, bis dieser in Saargemünd Nord in die kanalisierte Saar mündet.
In Saargemünd befinden sich am Saarufer die «Brasserie du Casino», das «les cinémas Forum» sowie verschiedene Ausstellungen zur stillgelegten «Faïenceries Sarreguemines». Zwischen Saargemünd Nord und Saargemünd Sud ist die Saar kanalisiert und hat viele Anlegestellen sowie einen Jachthafen, mit welchem der Fluss wieder (nun dauerhaft) zum Saarkanal abzweigt, woraufhin diese annähernd parallel bis zum Rhein-Marne-Kanal verlaufen.

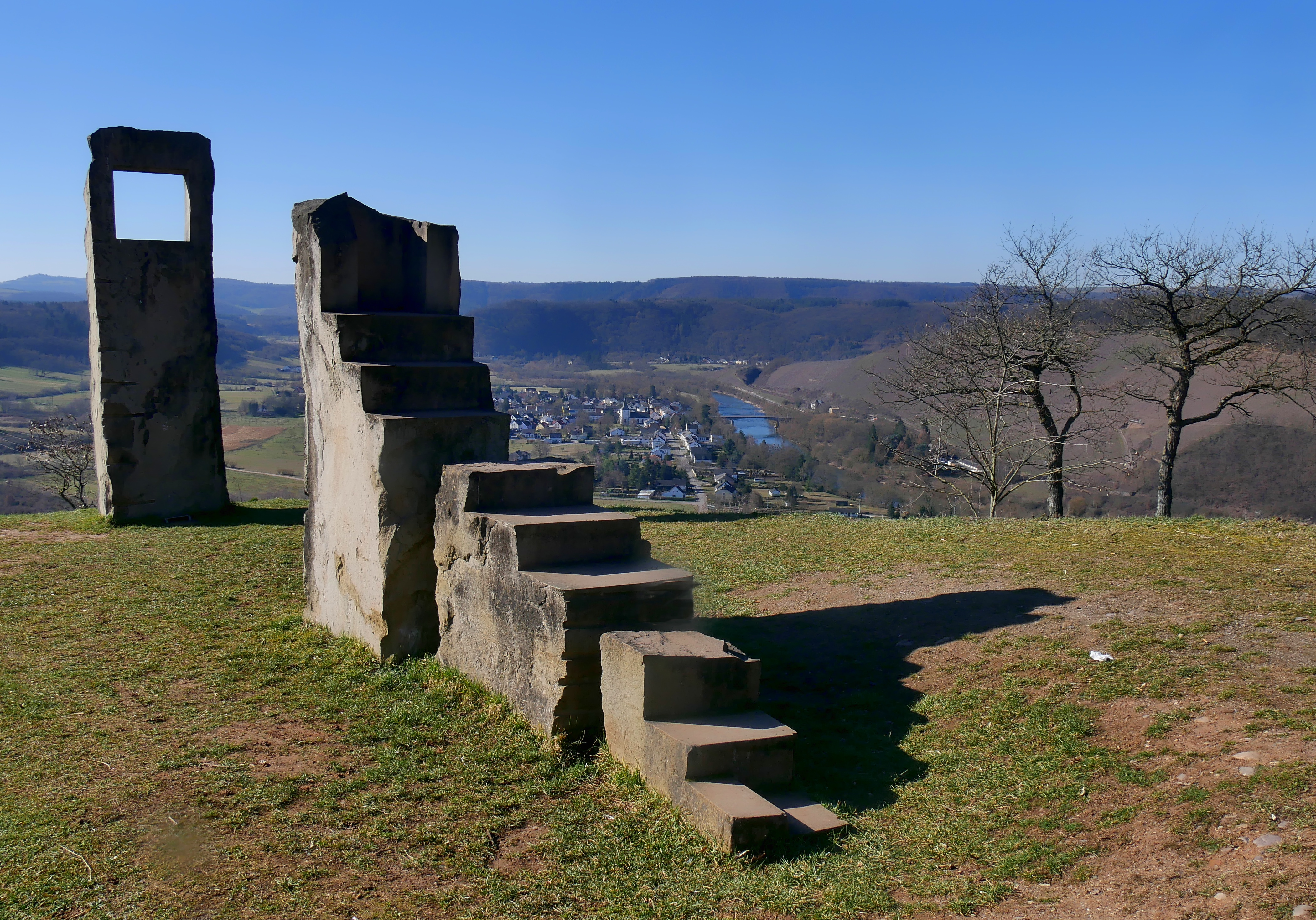
Passagio Animato, aus den Skulpturen am Fluss

Am Unterlauf der Saar stehen 14 Plastiken, die 2007 im Rahmen des Bildhauersymposiums Skulpturen am Fluss entstanden sind.
Der Saar-Radweg verläuft entlang der Saar von Saarburg (Rheinland-Pfalz) bis Kleinblittersdorf bzw. Großblittersdorf, dann zwischen dieser und dem nur wenige Meter weiter westlich verlaufenden Saarkanal bis Saargemünd Nord, danach wieder entlang der Saar und ab Saargemünd Süd wieder zwischen den beiden bis zum Rhein-Marne-Kanal.

## Wirtschaft und Verkehr

### Schifffahrt
Größere Bedeutung erlangte die Saar als Verkehrsweg ab dem 17. Jahrhundert, als Holz („Holländerholz“) saarabwärts über Mosel und Rhein bis an die Nordsee geflößt wurde. Unter Napoleon I. begründete im Jahre 1806 ein kaiserliches Dekret die Kanalisierung der Saar, mit dem Ziel, Saarkohle nach Frankreich zu transportieren.
Die Saar ist seit 1866 ab Saargemünd über den Saarkanal (früher auch Saar-Kohlen-Kanal genannt) mit dem Rhein-Marne-Kanal verbunden. Im Zusammenhang mit dem Bau des Saarkanals wurde die Saar in den Jahren 1862 bis 1879 von Saargemünd aus zunächst bis Luisenthal und dann bis Ensdorf kanalisiert, so dass sie bis hierher für Pénichen schiffbar wurde. Der Saardurchstich bei St. Arnual erfolgte erst 1969.
Erst ab 1974 wurde der Unterlauf der Saar, von der Mündung ausgehend, für die Großschifffahrt ausgebaut: 1987 Eröffnung der Teilstrecke Konz–Dillingen, 1994 Eröffnung der Teilstrecke Dillingen–Lisdorf, 1999 Inbetriebnahme der Schleuse Saarbrücken, 2001 Abschluss des Streckenausbaus. Die Ausbaustrecke Konz–Saarbrücken hat eine Länge von 87,2 km bei einer Höhendifferenz von 55 m und einer Fahrrinnentiefe von 3 m. Sie ist eine europäische Wasserstraße der Wasserstraßenklasse Vb. Regelschiffe sind das Europaschiff mit einer Tragfähigkeit von 1.350 t (Länge: 85 m, Breite: 9,5 m, Tiefgang: 2,5 m) und der Schubverband mit zwei Leichtern mit einer Tragfähigkeit von 3.320 t (Länge: bis 185 m, Breite: bis 11,45 m, Tiefgang: 2,5 m). Geplant war der Ausbau bis oberhalb Saarbrückens, wurde aber wie andere Infrastrukturmaßnahmen aus politischen Gründen zurückgestellt. So endet die Großschifffahrt an der Luisenbrücke in Saarbrücken.

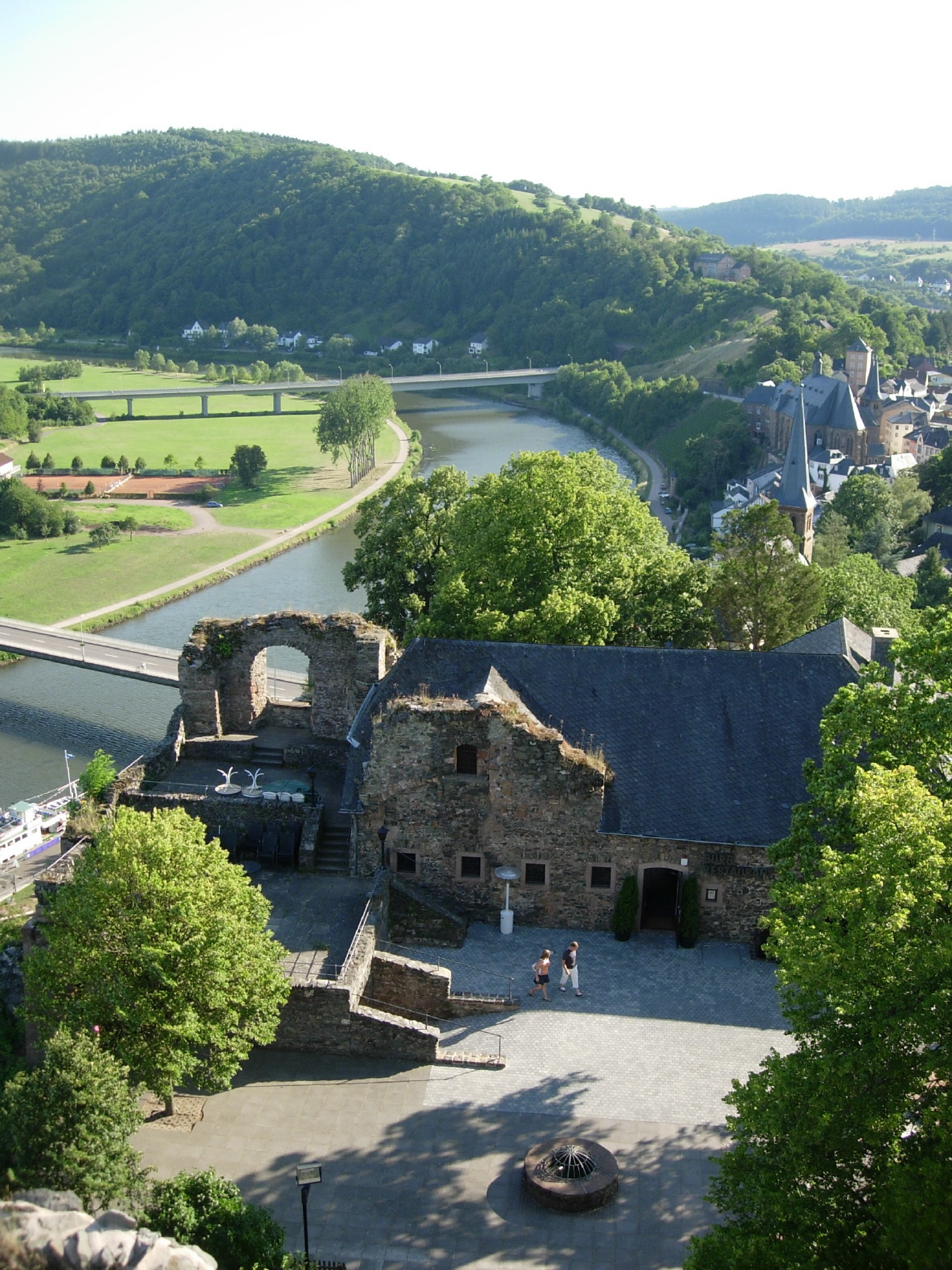
Blick von der Saarburg auf die Saar

Die Saar war seit 1921 Reichswasserstraße, heute wird sie als Bundeswasserstraße (Abk. Sa) von Saargemünd bis zu ihrer Mündung in die Mosel bei Mosel-km 200,81 in Konz auf 104,7 km Länge vom Wasserstraßen- und Schifffahrtsamt Mosel-Saar-Lahn verwaltet. Ihre Kilometrierung verläuft entlang des Schifffahrtsweges, der durch mehrere Durchstiche wie dem bei Kanzem als längstem gegenüber der ursprünglichen Fließlänge um rund 5,5 Kilometer kürzer ist. Sie beginnt mit km 0 in Konz und endet am Beginn der deutsch-französischen Grenzstrecke in Güdingen mit km 94,06; von hier ab zählt die lothringische Kilometrierung mit km 75,62 bis 64,98 bei Saargemünd. Sie setzt sich in Frankreich auf dem Saarkanal fort.
In der Saarschleife bei Dreisbach gibt es noch eine Personen-Fähre, die Welles.

#### Häfen
Neben diversen Yacht- und Bootshäfen gibt es Industriehäfen unter anderem in Saarlouis/Dillingen sowie in Völklingen.

#### Staustufen und Schleusen
Zur Überwindung des Höhenunterschieds der Großschifffahrtsstraße Saarbrücken–Konz von 55 Meter (Gesamtfallhöhe) dienen acht Staustufen (Reihenfolge flussaufwärts).
| Name                      | Ort                   | Staat       | Baujahr     | Lage (Saar-km)          | Haltungslänge (km) | Stauziel ü. NN | Fallhöhe (m) | Schleuse L × B (m)     | Kraftwerksleistung (MW) |
| ------------------------- | --------------------- | ----------- | ----------- | ----------------------- | ------------------ | -------------- | ------------ | ---------------------- | ----------------------- |
| Schleuse Kanzem           | Hamm                  | Deutschland | 1986        | dt. km 5,10             | 13,40              | 142,00         | 11,70        | 190 × 12,00 40 × 06,75 | 2,3                     |
| Wehr Schoden              | Schoden / Ayl         | Deutschland |             | Wiltinger Bogen km 7,81 | 10,84              | 142,0          | 5,69         | —                      | 3,5                     |
| Staustufe Serrig          | Serrig / Taben-Rodt   | Deutschland | 1981 – 1986 | dt. km 18,50            | 12,90              | 156,50         | 14,50        | 190 × 12,00 40 × 06,75 | 12                      |
| Staustufe Mettlach        | Mettlach              | Deutschland | 1986        | dt. km 31,40            | 22,80              | 167,50         | 11,00        | 190 × 12,00 40 × 06,75 | 6,5                     |
| Staustufe Rehlingen       | Rehlingen / Dillingen | Deutschland | 1987        | dt. km 54,20            | 11,90              | 175,50         | 8,00         | 190 × 12,00 40 × 06,75 | 4,5                     |
| Staustufe Lisdorf         | Lisdorf / Ensdorf     | Deutschland | 1979        | dt. km 66,10            | 16,38              | 179,30         | 3,80         | 190 × 12,00            | 1,4                     |
| Staustufe Saarbrücken     | Saarbrücken           | Deutschland | 1999        | dt. km 82,48            | 10,5               | 185,25         | 5,95         | 190 × 12,00            | 2,2                     |
| Staustufe Güdingen        | Güdingen              | Deutschland | 1937 – 1939 | dt. km 93,00            | 4                  |                | 2,41         | 38,50 × 05,10          | —                       |
| Schleuse Großblittersdorf | Großblittersdorf      | Frankreich  |             | lothr. km 72,64         | 5,80               |                | 2,03         | 38,50 × 05,10          | —                       |
| Schleuse Welferding       | Welferding            | Frankreich  |             | lothr. km 66,84         | 1,97               |                | 2,24         | 38,50 × 05,10          | —                       |
| Schleuse Saargemünd       | Saargemünd            | Frankreich  |             | lothr. km 64,87         | —                  |                | 1,29         | 38,50 × 05,10          | —                       |

In Kanzem liegen die Schleusen in einem 2,9 km langen Schleusenkanal, Wehr und Wasserkraftwerk am oberen Ende des 7,8 km langen, unveränderten Saarabschnitts bei Schoden (Wiltinger Bogen). Mit einem Pumpkraftwerk neben den Schleusen kann bei Niedrigwasser das Schleusungswasser zurückgepumpt werden, damit der Wiltinger Bogen einen ökologisch ausreichenden Durchfluss hat. Bei allen anderen Staustufen liegen große Schleuse (190 × 12 m), kleine Schleuse (40 × 6,75 m) (von Kanzem bis Rehlingen für die Fahrgast- und Sportschifffahrt), Wehr, Fischschleuse und Wasserkraftwerk nebeneinander im Fluss. Alle großen Schleusen besitzen als Obertor ein Drehsegmenttor und als Untertor ein Stemmtor. Die Wehre haben in der Regel 3 Öffnungen mit Zugsegmenten als Verschluss; auf den Segmenten ist eine Fischbauchklappe zur Feinregulierung des Oberwasserspiegels angebracht. Durch die Verschlussarten bei Schleuse und Wehr wurden höhere Aufbauten vermieden und eine gute Einbindung in die Landschaft erreicht.

### Ersatzübergangsstellen
Ersatzübergangsstellen (Nato-Rampen) befinden sich bei Rehlingen – Saarfels und bei Saarburg – Beurig.

### Weinbau
Der Unterlauf der Saar zwischen Serrig und Konz ist geprägt vom Weinbau. Für den Saarwein ist der Riesling die wichtigste Rebsorte. Das Saarweingebiet mit Devon-Schieferböden liegt in Rheinland-Pfalz und gehört zum Deutschen Anbaugebiet Mosel. Zu Beginn des 21. Jahrhunderts wurde die Weinbautradition an der Saarländischen Saar wiederbelebt, mit ersten Weinbergen bei Saarfels (2002) und Merzig (2007). Bis zum Ersten Weltkrieg wurde Wein in größerem Stil bis weit oberhalb Saarbrückens angebaut. Davon haben sich nur ganz wenige Rebflächen erhalten, die heute wieder als Saarländischer Landwein klassifiziert sind. Auf den Weinanbau weisen noch heute einige Straßennamen hin, zum Beispiel im Saarbrücker Stadtteil St. Arnual der „Weinbergweg“ und der Winterberg als Verballhornung von Wingert-Berg.

Weinberge
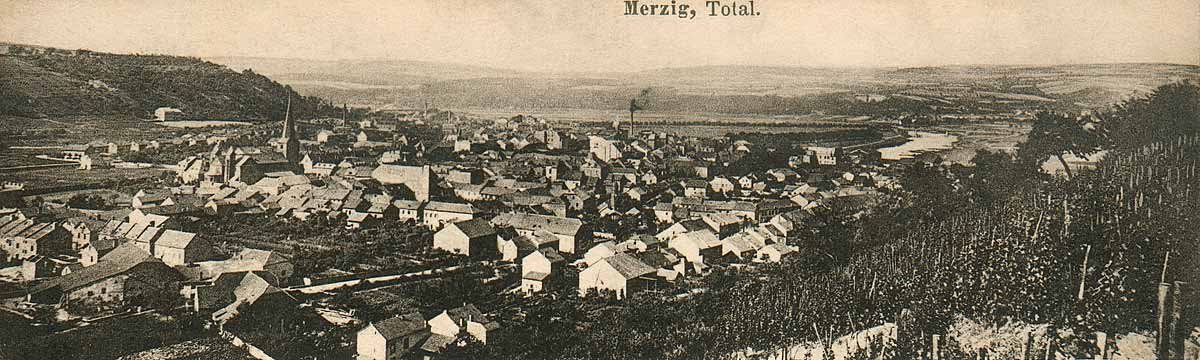
Weinberg bei Merzig (1914)
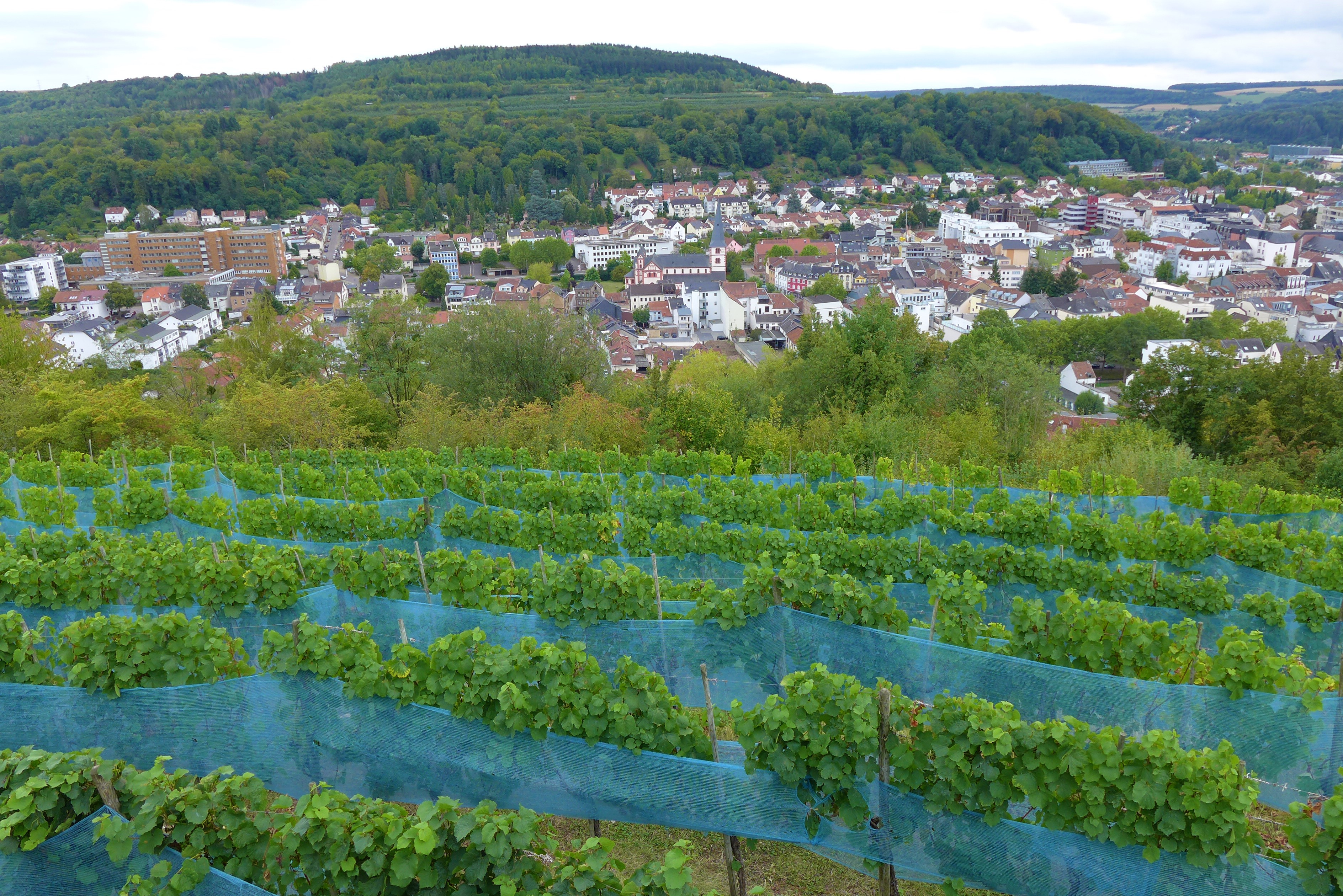
Wingert auf dem Merziger Kreuzberg
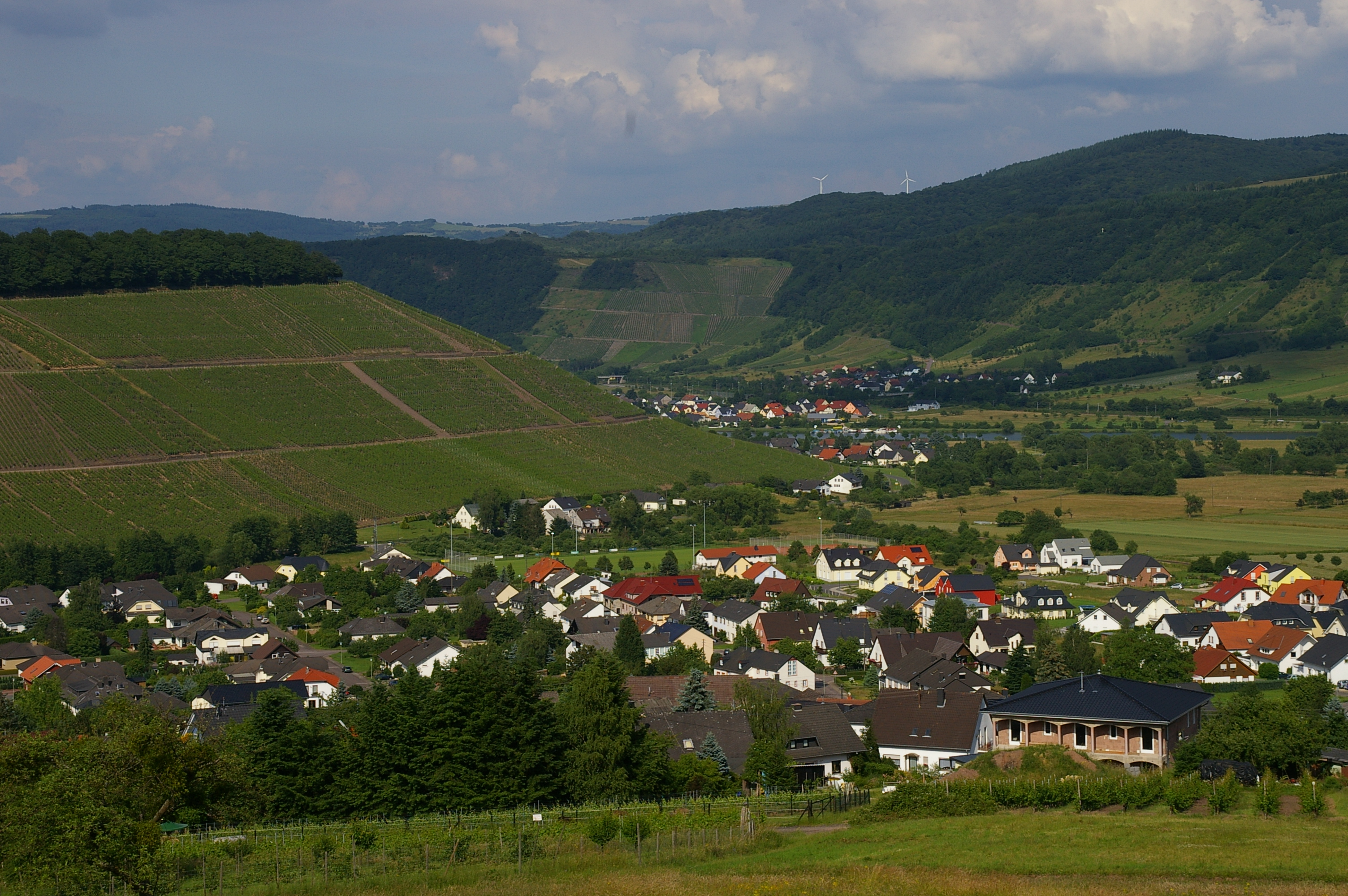
Weinlage Ayler Kupp mit Schodener Herrenberg im Hintergrund

## Sport und Freizeit
Noch im 20. Jahrhundert war das Schwimmen in der Saar im Saarland erlaubt. So gab es zahlreiche Badeplätze, einige davon an den Mündungen von Bächen in die Saar. Auch beim Erholungsgebiet Staden befand sich ein Badeplatz. Hierfür erwarb der Saarbrücker Schwimmverein sogar einen Holzkahn aus Saargemünd und montierte an ihm eine Absprungfläche für Schwimmer.
Dieser Kahn war Teil des in den Jahren von 1926 bis 1939 stattfindenden Strandfestes, welches an der Stelle der heutigen Daarler Brücke vom Saarbrücker Schwimmverein veranstaltet wurde.
Von 1947 fand dieses Strandfest wieder statt, bis dann 1957 das Schwimmen in der Saar im Saarland verboten wurde.
Dies geschah auf Grund der industriellen Abwässer. Auch heute noch ist das Baden in der Innenstadt Saarbrückens verboten. Des Weiteren raten die ansässigen Gesundheitsämter auch in anderen Teilen des Saarlandes vom Baden ab. So besteht auch von Seiten der Saarbrücker Stadtverwaltung kein Interesse, z. B. im Zuge des Projekts Stadtmitte am Fluss, das Schwimmen in der Saar wieder zu erlauben.
Dennoch gibt es auch heutzutage wieder Feste am Fluss. So findet zum Beispiel seit 1999 jährlich das Saar-Spektakel am Saarufer in Saarbrücken statt. Und in Völklingen gibt es seit 2002 das Saarfest, welches mittlerweile alle zwei Jahre stattfindet. Bei beiden Festen finden unter anderem Bootsrennen statt.